# Fejérváry család
A komlóskeresztesi nemes és báró Fejérváry család régi, székely eredetű család, több jelentős családtaggal büszkélkedhet.

## Története
A székely ősök a XVI. században telepedtek át Sáros vármegye területére. Első ismert őse, István, 1521-ben Nándorfehérvárnál esett el. 1558. június 4-én a család nemességét megerősítették, 1570. május 25-én pedig királyi adománylevélben Komlóskeresztes birtokát kapták adományul. A XVIII. században élt László, aki a hétéves háborúban kapitányi rangban szolgált. Három fia ismeretes, György, Károly és József. Károly neves genealógiai író volt, heraldikai gyűjteményét pedig a Magyar Nemzeti Múzeum őrzi. Az ő fia volt Gábor (1780–1851) archeológus, Pulszky Ferenc anyai nagybátyja. A már említett Józsefnek hat fiúgyermeke közül az egyik, ugyancsak József cs. és kir. altábornagy volt, az ő fia volt Géza későbbi miniszterelnök, aki családjának 1862-ben előbb osztrák birodalmi, 1875-ben pedig magyar báróságot nyert. A második világháború után Fejérváry Zsolt Venezuela, húga, Aranka pedig Svájc területére emigrált.

## Jelentősebb családtagok
- Fejérváry Gábor (1780–1851) ügyvéd, archeológus
- Fejérváry Géza (1833–1914) tábornok, politikus, miniszter, miniszterelnök
- Fejérváry Géza Gyula (1894–1932) zoológus, paleontológus, herpetológus
- Fejérváry Imre (1866–1952) politikus, főispán